# Sở Hùng Chí
Sở Hùng Chí (chữ Hán: 楚熊挚; trị vì: 877 TCN-876 TCN), là vị vua thứ 10 của nước Sở - chư hầu nhà Chu trong lịch sử Trung Quốc.
Ông là con trai thứ của Sở Hùng Cừ, nguyên tên là Hùng Chí Hồng (熊挚红).

## Làm vua
Dưới thời cha ông là Hùng Cừ đánh diệt nước Ngạc và ban đất Ngạc cho Hùng Chí. Sau đó nhà Chu suy yếu, Hùng Cừ phong cho người con trưởng là Hùng Vô Khang làm Câu Nghi Vương, Hùng Chí Hồng làm Ngạc Vương và người con út là Hùng Chấp Tỳ là Việt Chương Vương.
Năm 877 TCN, Sở Hùng Cừ chết, do anh là Hùng Khang (熊康), còn gọi là Hùng Vô Khang (熊毋康) mất sớm nên ông là người kế vị.
Sở Hùng Chí chỉ làm vua được 1 năm và kết thúc thời gian trị vì khoảng năm 876 TCN. Có những thuyết khác nhau về kết cục của ông. Có thuyết cho rằng sau khi ông qua đời, con ông bị người em ông là Hùng Duyên giết chết để cướp ngôi. Có thuyết cho rằng Hùng Chí mang bệnh tật nên không thể làm vua, mà được phong ở đất Quỳ, làm phụ dung cho nước Sở; em ông là Hùng Duyên lên ngôi.
- Mâu thuẫn về ghi chép

Sử ký cho rằng Hùng Chí là con thứ 2 của Sở Hùng Cừ , Hùng Diên giết Hùng Chí cướp ngôi. Nhưng các tài liệu trước Sử ký như Tả truyện,  Quốc Ngữ, Thẻ tre Thanh Hoa lại viết rằng Sở Hùng Khang không phải chết sớm mà vẫn còn sống và kế vị , sau khi chết thì con là Hùng Chí kế vị , Hùng Chí nhừng vị cho em là Hùng Diên.